# Liste der Straßen und Plätze in Dresden

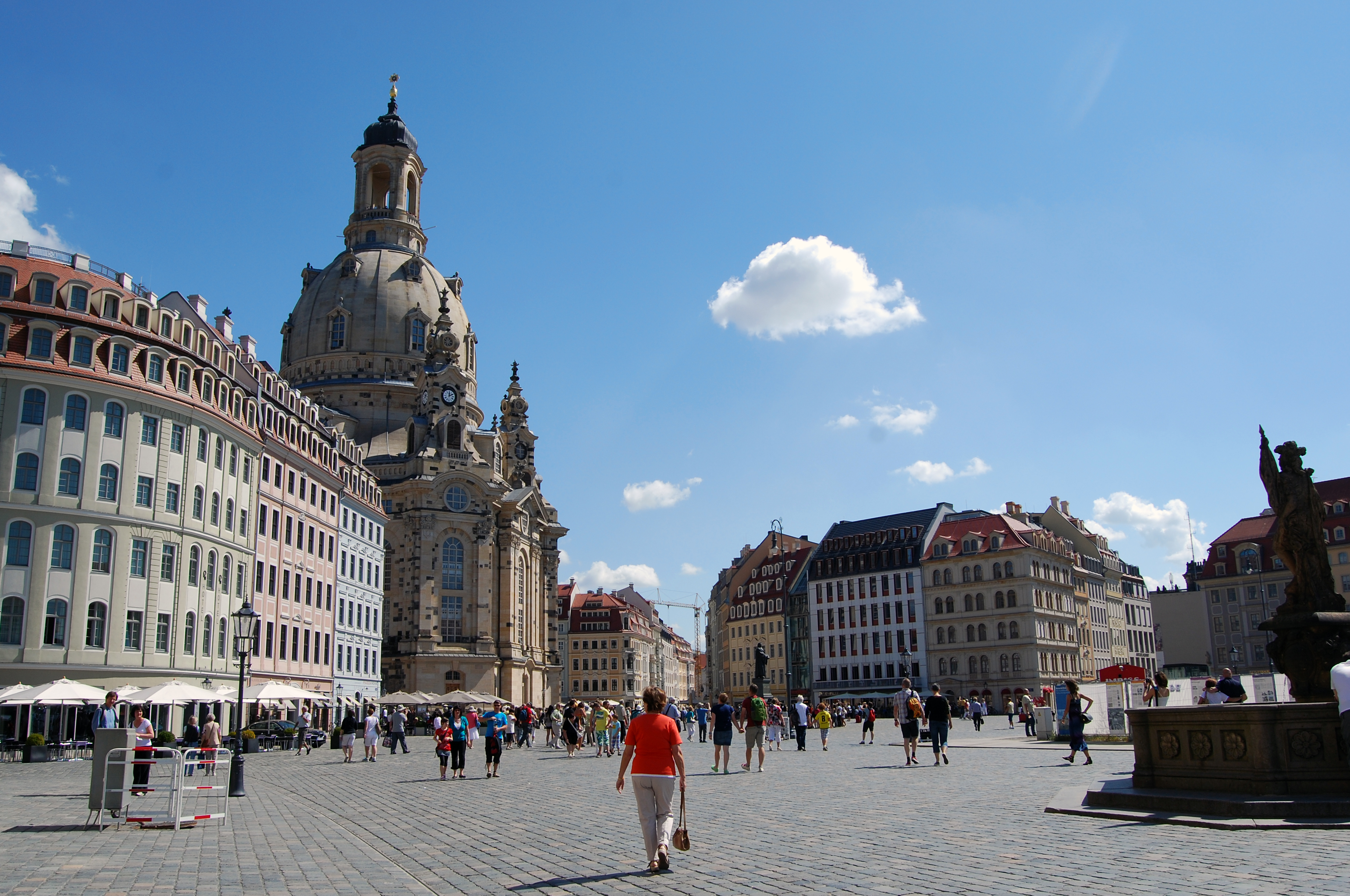
Neumarkt mit Frauenkirche

Die Liste der Straßen und Plätze in Dresden umfasst in nach Gemarkungen gegliederten Einzellisten die Straßen und Plätze in der sächsischen Landeshauptstadt Dresden.
In Dresden gibt es 3195 benannte Brücken, Straßen und Plätze. Ein Drittel der Straßen sind nach Personen benannt. Von diesen 1044 Straßen stammen 41 Prozent der Namensgeber aus dem Bereich Kunst und Literatur. Jede neunte Straße trägt den Namen einer Frau. Der häufigste Namensgeber ist Friedrich Schiller mit zwei Plätzen und vier Straßen. Ein Fünftel der Straßen ist nach einer Stadt, Gemeinde oder einem Ortsteil benannt. Gut die Hälfte der Orte liegt außerhalb Deutschlands. Ein weiteres Fünftel ist nach einem Gewässer, Berg oder ähnlichem benannt.

## Legende
- Karte: Zeigt die Lage der Gemarkung (rote Fläche) innerhalb des Dresdner Stadtgebiets (graue Fläche).
- Lemma: Nennt das Lemma der Liste.
- Gesamtzahl: Nennt die Gesamtzahl der Straßen und Plätze in der Gemarkung und in Klammern die Zahl der Plätze.
- Davon nur teils in der Gemarkung gelegen: Nennt die Anzahl der Straßen und Plätze, die nur zum Teil in dieser Gemarkung liegen.
- Gemarkungsfläche: Nennt die Fläche der Gemarkung in km².
- Straßendichte: Nennt die Anzahl der Straßen und Plätze pro km² in der Gemarkung.
- Bild: Zeigt ein Bild einer Straße in der Gemarkung.

## Liste der Dresdner Straßen und Plätze nach Gemarkungen
| Karte | Lemma                                                        | Gesamtzahl (davon Plätze) | Davon nur teils in der Gemarkung gelegen | Gemarkungsfläche (in km²) | Straßendichte (Anzahl pro km²) | Bild                                                            |
| ----- | ------------------------------------------------------------ | ------------------------- | ---------------------------------------- | ------------------------- | ------------------------------ | --------------------------------------------------------------- |
|       | Liste der Straßen und Plätze in Altfranken                   | 19                        |                                          | 1,28                      |                                | Denkmalgeschütztes Wohnhaus an Haufes Berg                      |
|       | Liste der Straßen und Plätze in Altstadt I (Dresden)         | 158 (davon 26 Pl.)        |                                          | 4,19                      |                                | Theaterplatz mit Semperoper                                     |
|       | Liste der Straßen und Plätze in Altstadt II (Dresden)        |                           |                                          | 10,29                     |                                |                                                                 |
|       | Liste der Straßen und Plätze in Blasewitz                    |                           |                                          | 2,80                      |                                |                                                                 |
|       | Liste der Straßen und Plätze in Borsberg (Dresden)           | 8                         |                                          | 1,16                      |                                |                                                                 |
|       | Liste der Straßen und Plätze in Brabschütz                   | 9 (davon 1 Pl.)           |                                          | 1,68                      |                                | Zum Schwarm                                                     |
|       | Liste der Straßen und Plätze in Briesnitz (Dresden)          |                           |                                          | 1,45                      |                                |                                                                 |
|       | Liste der Straßen und Plätze in Bühlau (Dresden)             |                           |                                          | 3,43                      |                                |                                                                 |
|       | Liste der Straßen und Plätze in Coschütz (Dresden)           |                           |                                          | 3,09                      |                                |                                                                 |
|       | Liste der Straßen und Plätze in Cossebaude                   |                           |                                          | 2,81                      |                                |                                                                 |
|       | Liste der Straßen und Plätze in Cotta (Dresden)              |                           |                                          | 1,58                      |                                |                                                                 |
|       | Liste der Straßen und Plätze in Cunnersdorf (Dresden)        | 10                        |                                          | 1,62                      |                                |                                                                 |
|       | Liste der Straßen und Plätze in Dobritz (Dresden)            |                           |                                          | 1,60                      |                                |                                                                 |
|       | Liste der Straßen und Plätze in Dölzschen                    | 28 (davon 1 Pl.)          |                                          | 2,19                      |                                | Tharandter Straße mit Weißeritztalbrücke der A 17 und Begerburg |
|       | Liste der Straßen und Plätze in der Dresdner Heide           | 20                        |                                          | 48,90                     |                                |                                                                 |
|       | Liste der Straßen und Plätze in Eschdorf (Dresden)           |                           |                                          | 7,65                      |                                |                                                                 |
|       | Liste der Straßen und Plätze in der Friedrichstadt (Dresden) |                           |                                          | 6,41                      |                                |                                                                 |
|       | Liste der Straßen und Plätze in Gittersee                    |                           |                                          | 1,07                      |                                |                                                                 |
|       | Liste der Straßen und Plätze in Gönnsdorf                    |                           |                                          | 1,15                      |                                |                                                                 |
|       | Liste der Straßen und Plätze in Gomlitz                      | 11                        |                                          | 2,20                      |                                | Altgomlitz                                                      |
|       | Liste der Straßen und Plätze in Gompitz                      |                           |                                          | 1,35                      |                                |                                                                 |
|       | Liste der Straßen und Plätze in Gorbitz                      |                           |                                          | 3,18                      |                                |                                                                 |
|       | Liste der Straßen und Plätze in Gostritz                     | 5                         |                                          | 1,17                      |                                | Altgostritz                                                     |
|       | Liste der Straßen und Plätze in Großluga                     | 17 (davon 1 Pl.)          |                                          | 1,58                      |                                | Lugaer Platz                                                    |
|       | Liste der Straßen und Plätze in Großzschachwitz              |                           |                                          | 0,82                      |                                |                                                                 |
|       | Liste der Straßen und Plätze in Gruna (Dresden)              |                           |                                          | 1,32                      |                                |                                                                 |
|       | Liste der Straßen und Plätze in Helfenberg (Dresden)         | 17 (davon 1 Pl.)          |                                          | 2,98                      |                                | Am Dorfplatz, Rockau                                            |
|       | Liste der Straßen und Plätze in Hellerau                     |                           |                                          | 5,55                      |                                |                                                                 |
|       | Liste der Straßen und Plätze in Hellerberge                  | 16                        |                                          | 6,93                      |                                |                                                                 |
|       | Liste der Straßen und Plätze in Hosterwitz                   |                           |                                          | 1,86                      |                                |                                                                 |
|       | Liste der Straßen und Plätze in Kaditz                       | 46 (davon 1 Pl.)          |                                          | 4,87                      |                                | Altkaditz                                                       |
|       | Liste der Straßen und Plätze in Kaitz                        | 12 (davon 1 Pl.)          |                                          | 1,13                      |                                | Possendorfer Straße                                             |
|       | Liste der Straßen und Plätze in Kauscha                      | 8                         |                                          | 1,86                      |                                |                                                                 |
|       | Liste der Straßen und Plätze in Kemnitz (Dresden)            | 14 (davon 1 Pl.)          |                                          | 1,02                      |                                |                                                                 |
|       | Liste der Straßen und Plätze in Kleinluga                    | 7 (davon 1 Pl.)           |                                          | 0,45                      |                                | Teichplatz mit Luthereiche                                      |
|       | Liste der Straßen und Plätze in Kleinpestitz                 |                           |                                          | 0,79                      |                                |                                                                 |
|       | Liste der Straßen und Plätze in Kleinzschachwitz             |                           |                                          | 1,17                      |                                |                                                                 |
|       | Liste der Straßen und Plätze in Klotzsche                    |                           |                                          | 8,66                      |                                |                                                                 |
|       | Liste der Straßen und Plätze in Krieschendorf                | 4                         |                                          | 0,89                      |                                |                                                                 |
|       | Liste der Straßen und Plätze in Langebrück                   |                           |                                          | 6,96                      |                                |                                                                 |
|       | Liste der Straßen und Plätze in Laubegast                    |                           |                                          | 1,91                      |                                |                                                                 |
|       | Liste der Straßen und Plätze in Lausa (Dresden)              |                           |                                          | 5,86                      |                                |                                                                 |
|       | Liste der Straßen und Plätze in Leuben                       |                           |                                          | 2,45                      |                                |                                                                 |
|       | Liste der Straßen und Plätze in Leubnitz-Neuostra            |                           |                                          | 2,90                      |                                |                                                                 |
|       | Liste der Straßen und Plätze in Leuteritz (Dresden)          | 6                         |                                          | 1,08                      |                                |                                                                 |
|       | Liste der Straßen und Plätze in Leutewitz (Dresden)          |                           |                                          | 0,63                      |                                |                                                                 |
|       | Liste der Straßen und Plätze in Lockwitz                     |                           |                                          | 3,88                      |                                |                                                                 |
|       | Liste der Straßen und Plätze in Löbtau                       |                           |                                          | 2,00                      |                                |                                                                 |
|       | Liste der Straßen und Plätze in Loschwitz                    |                           |                                          | 3,90                      |                                |                                                                 |
|       | Liste der Straßen und Plätze in Malschendorf                 | 7                         |                                          | 1,16                      |                                |                                                                 |
|       | Liste der Straßen und Plätze in Marsdorf (Dresden)           | 8                         |                                          | 5,00                      |                                |                                                                 |
|       | Liste der Straßen und Plätze in Merbitz (Dresden)            | 11                        |                                          | 1,21                      |                                |                                                                 |
|       | Liste der Straßen und Plätze in Meußlitz                     |                           |                                          | 1,11                      |                                |                                                                 |
|       | Liste der Straßen und Plätze in Mickten                      |                           |                                          | 1,99                      |                                |                                                                 |
|       | Liste der Straßen und Plätze in Mobschatz                    | 11 (davon 1 Pl.)          |                                          | 1,52                      |                                | Altmobschatz                                                    |
|       | Liste der Straßen und Plätze in Mockritz (Dresden)           |                           |                                          | 1,70                      |                                |                                                                 |
|       | Liste der Straßen und Plätze in Naußlitz (Dresden)           |                           |                                          | 1,27                      |                                |                                                                 |
|       | Liste der Straßen und Plätze in der Neustadt (Dresden)       |                           |                                          | 15,72                     |                                |                                                                 |
|       | Liste der Straßen und Plätze in Nickern                      |                           |                                          | 1,66                      |                                |                                                                 |
|       | Liste der Straßen und Plätze in Niedergohlis                 | 10                        |                                          | 1,85                      |                                | Dorfstraße                                                      |
|       | Liste der Straßen und Plätze in Niederpoyritz                | 14                        |                                          | 0,72                      |                                |                                                                 |
|       | Liste der Straßen und Plätze in Niedersedlitz                |                           |                                          | 2,99                      |                                |                                                                 |
|       | Liste der Straßen und Plätze in Niederwartha                 | 11                        |                                          | 1,93                      |                                | Niederwarthaer Brücke                                           |
|       | Liste der Straßen und Plätze in Obergohlis                   | 14                        |                                          | 1,53                      |                                |                                                                 |
|       | Liste der Straßen und Plätze in Oberpoyritz                  | 11 (davon 1 Pl.)          |                                          | 1,47                      |                                | Dorfplatz mit Feuerwehr                                         |
|       | Liste der Straßen und Plätze in Oberwartha                   | 18 (davon 2 Pl.)          |                                          | 2,04                      |                                | Fritz-Arndt-Platz mit Dorflinde                                 |
|       | Liste der Straßen und Plätze in Ockerwitz                    |                           |                                          | 1,47                      |                                |                                                                 |
|       | Liste der Straßen und Plätze in Omsewitz                     |                           |                                          | 2,14                      |                                |                                                                 |
|       | Liste der Straßen und Plätze in Pappritz (Dresden)           |                           |                                          | 1,49                      |                                |                                                                 |
|       | Liste der Straßen und Plätze in Pennrich                     |                           |                                          | 2,00                      |                                |                                                                 |
|       | Liste der Straßen und Plätze in Pieschen                     |                           |                                          | 2,24                      |                                |                                                                 |
|       | Liste der Straßen und Plätze in Pillnitz                     |                           |                                          | 4,77                      |                                |                                                                 |
|       | Liste der Straßen und Plätze in Plauen (Dresden)             |                           |                                          | 2,03                      |                                |                                                                 |
|       | Liste der Straßen und Plätze in Podemus                      | 9 (davon 1 Pl.)           |                                          | 2,08                      |                                |                                                                 |
|       | Liste der Straßen und Plätze in Prohlis                      |                           |                                          | 1,90                      |                                |                                                                 |
|       | Liste der Straßen und Plätze in Räcknitz                     |                           |                                          | 1,19                      |                                |                                                                 |
|       | Liste der Straßen und Plätze in Reick                        |                           |                                          | 2,10                      |                                |                                                                 |
|       | Liste der Straßen und Plätze in Reitzendorf (Dresden)        | 10                        |                                          | 2,07                      |                                | Schullwitzer Straße mit Kleinbauernmuseum Reitzendorf           |
|       | Liste der Straßen und Plätze in Rennersdorf (Dresden)        | 5                         |                                          | 0,95                      |                                | Stauseeweg                                                      |
|       | Liste der Straßen und Plätze in Rochwitz                     |                           |                                          | 1,97                      |                                |                                                                 |
|       | Liste der Straßen und Plätze in Roitzsch (Dresden)           | 3                         |                                          | 0,99                      |                                |                                                                 |
|       | Liste der Straßen und Plätze in Rossendorf (Dresden)         | 5                         |                                          | 3,96                      |                                |                                                                 |
|       | Liste der Straßen und Plätze in Roßthal (Dresden)            | 14 (davon 1 Pl.)          |                                          | 1,57                      |                                |                                                                 |
|       | Liste der Straßen und Plätze in Schönborn (Dresden)          | 12                        |                                          | 5,16                      |                                |                                                                 |
|       | Liste der Straßen und Plätze in Schönfeld (Dresden)          |                           |                                          | 3,81                      |                                |                                                                 |
|       | Liste der Straßen und Plätze in Schullwitz                   | 9                         |                                          | 4,75                      |                                |                                                                 |
|       | Liste der Straßen und Plätze in Seidnitz                     |                           |                                          | 2,79                      |                                |                                                                 |
|       | Liste der Straßen und Plätze in Söbrigen                     | 5                         |                                          | 0,26                      |                                |                                                                 |
|       | Liste der Straßen und Plätze in Sporbitz                     | 11                        |                                          | 1,01                      |                                |                                                                 |
|       | Liste der Straßen und Plätze in Steinbach (Dresden)          | 6                         |                                          | 1,56                      |                                | Steinbacher Grundstraße                                         |
|       | Liste der Straßen und Plätze in Stetzsch                     |                           |                                          | 1,48                      |                                |                                                                 |
|       | Liste der Straßen und Plätze in Strehlen (Dresden)           |                           |                                          | 3,66                      |                                |                                                                 |
|       | Liste der Straßen und Plätze in Striesen                     |                           |                                          | 3,21                      |                                |                                                                 |
|       | Liste der Straßen und Plätze in Tolkewitz                    |                           |                                          | 1,89                      |                                |                                                                 |
|       | Liste der Straßen und Plätze in Torna (Dresden)              | 8                         |                                          | 0,54                      |                                | Alttorna mit denkmalgeschützten Wohnhäusern                     |
|       | Liste der Straßen und Plätze in Trachau                      |                           |                                          | 3,99                      |                                |                                                                 |
|       | Liste der Straßen und Plätze in Trachenberge                 | 17                        |                                          | 1,19                      |                                | Albert-Hensel-Straße mit Weinbergskirche                        |
|       | Liste der Straßen und Plätze in Übigau                       | 15                        |                                          | 0,94                      |                                | Klingerstraße mit Gebäuden der ehem. Kaserne Übigau             |
|       | Liste der Straßen und Plätze in Unkersdorf                   | 11                        |                                          | 3,17                      |                                | Am Schreiberbach mit Unkersdorfer Kirche                        |
|       | Liste der Straßen und Plätze in Wachwitz                     |                           |                                          | 1,60                      |                                |                                                                 |
|       | Liste der Straßen und Plätze auf dem Weißen Hirsch           |                           |                                          | 0,86                      |                                |                                                                 |
|       | Liste der Straßen und Plätze in Weißig (Dresden)             |                           |                                          | 7,04                      |                                |                                                                 |
|       | Liste der Straßen und Plätze in Weixdorf                     |                           |                                          | 2,47                      |                                |                                                                 |
|       | Liste der Straßen und Plätze in Wilschdorf (Dresden)         |                           |                                          | 5,09                      |                                |                                                                 |
|       | Liste der Straßen und Plätze in Wölfnitz (Dresden)           | 7 (davon 1 Pl.)           |                                          | 0,15                      |                                | Siedlungsgebäude am Stieglitzgrund                              |
|       | Liste der Straßen und Plätze in Zaschendorf (Dresden)        | 7                         |                                          | 1,46                      |                                | Dorfstraße                                                      |
|       | Liste der Straßen und Plätze in Zöllmen                      | 6                         |                                          | 1,20                      |                                |                                                                 |
|       | Liste der Straßen und Plätze in Zschertnitz                  |                           |                                          | 0,85                      |                                |                                                                 |
|       | Liste der Straßen und Plätze in Zschieren                    |                           |                                          | 2,69                      |                                |                                                                 |